# Van Horn
La ville de Van Horn est le siège du comté de Culberson, dans l’État du Texas, aux États-Unis. Elle comptait 2 064 habitants lors du recensement de 2010.

## Activité spatiale
À proximité de Van Horn se trouve Corn Ranch, la base de lancement de la société Blue Origin de Jeff Bezos, destinée à des lancements suborbitaux.

## Source
- (en) Cet article est partiellement ou en totalité issu de l’article de Wikipédia en anglais intitulé « Van Horn, Texas » (voir la liste des auteurs).

1. ↑  « Population and Housing Unit Estimates » (consulté le 9 juin 2017)
2. ↑  « Census of Population and Housing », Census.gov (consulté le 4 juin 2015)
3. ↑  (en) Michael Sheetz, « Jeff Bezos’ Blue Origin launches first New Shepard space crew of 2022 », sur CNBC, 31 mars 2022 (consulté le 29 août 2023)